# Delafield (Wisconsin)
Delafield ist eine Stadt (mit dem Status „City“) im Waukesha County im US-amerikanischen Bundesstaat Wisconsin. Im Jahr 2010 hatte Delafield 7085 Einwohner. Bis 2013 erhöhte sich die Einwohnerzahl auf 7159.
Die Stadt Delafield ist Bestandteil der Metropolregion Milwaukee.

## Geografie
Delafield liegt im westlichen Vorortbereich der Stadt Milwaukee an der Mündung des Bark River in den Nagawicka Lake und etwa 45 km westlich des Michigansees.
Die geografischen Koordinaten von Delafield sind 43°04′32″ nördlicher Breite und 88°23′43″ westlicher Länge. Das Stadtgebiet erstreckt sich über eine Fläche von 28,65 km², die sich auf 24,37 km² Land- und 4,28 km² Wasserfläche verteilen.
Das Stadtzentrum von Milwaukee liegt 43 km östlich. Weitere Nachbarorte sind Nashotah und Chenequa (an der nördlichen Stadtgrenze), Hartland (an der nordöstlichen Stadtgrenze), die Gemeinde Pewaukee (16 km ostnordöstlich), die Stadt Pewaukee (16 km  östlich), Waukesha  (17 km ostsüdöstlich), Wales (8,2 km südsüdöstlich), Dousman (10,6 km südwestlich), Oconomowoc (12 km westnordwestlich), Oconomowoc Lake (10 km nordwestlich) und Okauchee Lake (10,5 km in der gleichen Richtung).
Die neben Milwaukee nächstgelegenen weiteren Großstädte sind Green Bay (188 km nördlich), Wisconsins Hauptstadt Madison (85,6 km westlich), Rockford im benachbarten Bundesstaat Illinois (141 km südwestlich) und Chicago in Illinois (185 km südsüdöstlich).

## Verkehr
Die Interstate 94, die kürzeste Verbindung von Milwaukee nach Madison, verläuft in Ost-West-Richtung durch den Süden der Stadt. Der ebenfalls vierspurig ausgebaute Wisconsin State Highway 16 führt parallel davon durch Teile des nördlichen Stadtgebiets. Durch den Osten der Stadt verläuft in Nord-Süd-Richtung der Wisconsin State Highway 83. Alle weiteren Straßen in Delafield sind untergeordnete Landstraßen, unbefestigte Fahrwege oder innerörtliche Verbindungsstraßen.
Durch Delafield führt parallel zum WIS 16 eine Eisenbahnlinie für den Frachtverkehr der Canadian Pacific Railway (CPR).
Mit dem Waukesha County Airport befindet sich 17,2 km östlich von Delafield ein kleiner Flugplatz. Der nächste Verkehrsflughafen ist der 52,7 km ostsüdöstlich gelegene Milwaukee Mitchell International Airport von Milwaukee.

## Bevölkerung
Nach der Volkszählung im Jahr 2010 lebten in Delafield 7085 Menschen in 2776 Haushalten. Die Bevölkerungsdichte betrug 290,7 Einwohner pro Quadratkilometer. In den 2776 Haushalten lebten statistisch je 2,38 Personen.
Ethnisch betrachtet setzte sich die Bevölkerung zusammen aus 96,4 Prozent Weißen, 0,8 Prozent Afroamerikanern, 0,3 Prozent amerikanischen Ureinwohnern, 1,3 Prozent Asiaten sowie 0,4 Prozent aus anderen ethnischen Gruppen; 0,8 Prozent stammten von zwei oder mehr Ethnien ab. Unabhängig von der ethnischen Zugehörigkeit waren 3,2 Prozent der Bevölkerung spanischer oder lateinamerikanischer Abstammung.
25,2 Prozent der Bevölkerung waren unter 18 Jahre alt, 61,8 Prozent waren zwischen 18 und 64 und 13,0 Prozent waren 65 Jahre oder älter. 49,1 Prozent der Bevölkerung waren weiblich.
Das mittlere jährliche Einkommen eines Haushalts lag bei 83.750 USD. Das Pro-Kopf-Einkommen betrug 40.722 USD. 5,5 Prozent der Einwohner lebten unterhalb der Armutsgrenze.

## Bildung
In Delafield befindet sich die private Internatsschule St. John’s Northwestern Military Academy, die unter anderen der später Diplomat George F. Kennan besuchte.

## Bekannte Bewohner
- Jack Zuta (1888–1930), Gangster; geboren und aufgewachsen in Delafield
- George F. Kennan (1904–2005), Historiker und Diplomat; besuchte die St. John’s Military Academy in Delafield
- Ty Warner (* 1944), Unternehmer; besuchte die St. John’s Military Academy in Delafield
- Alex Cavallini (* 1992), Eishockeytorhüterin; geboren in Delafield